# Lola Mk4

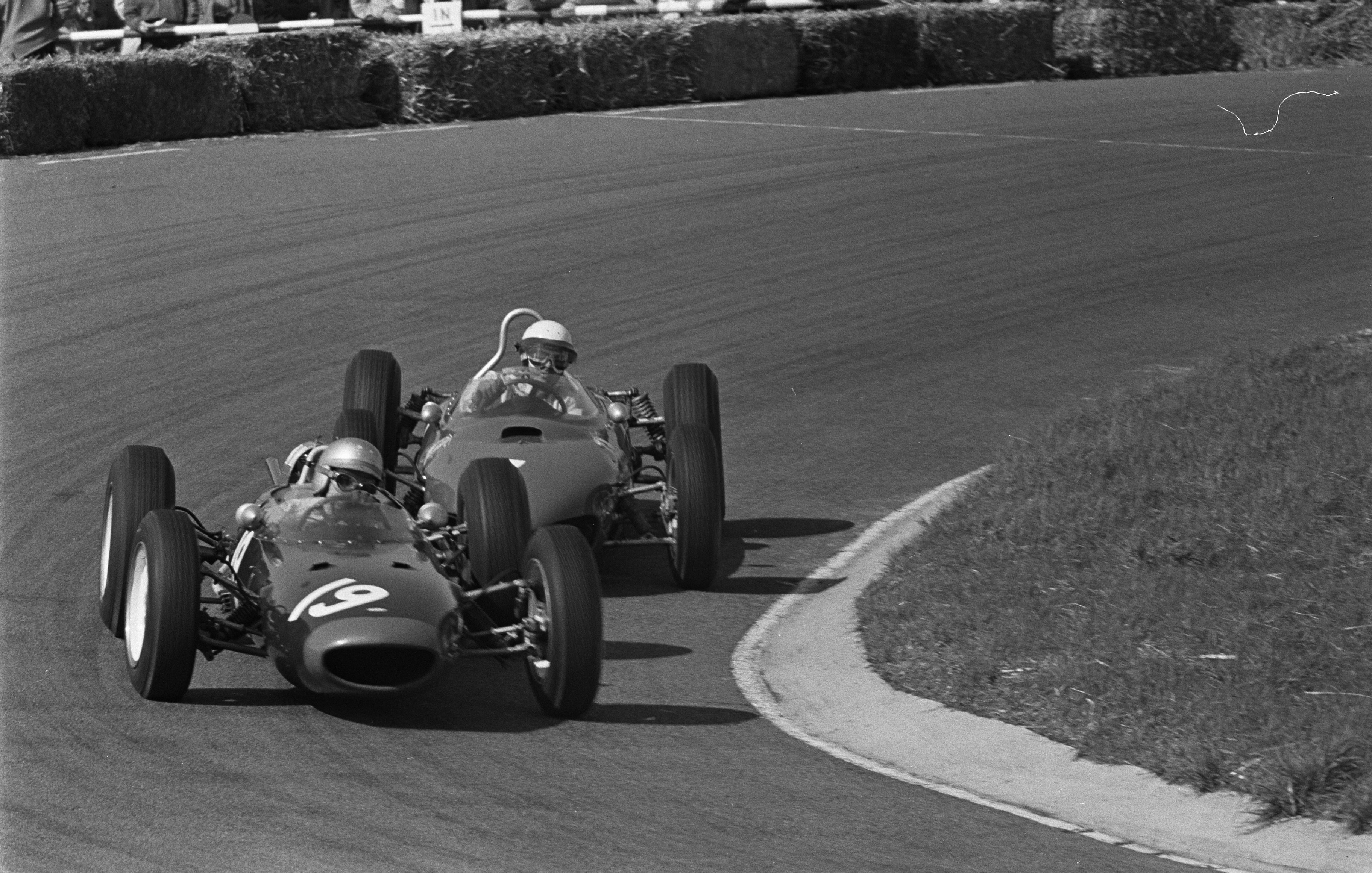
John Surtees su una Lola Mk4 numero 19 con alle spalle Phil Hill su una Ferrari 156 duriante il Gran Premio d'Olanda 1962

La Lola Mk4 è una monoposto di Formula 1, costruita dalla scuderia britannica Lola Cars per partecipare al campionato mondiale di Formula 1 1962 e 1963.
Progettata da Eric Broadley e dotata di un propulsore Coventry Climax, la vettura ottenne come massimo risultato in gara una Pole Position al debutto al Gran premio d'Olanda nel 1962, e sempre nella stessa stagione  due secondi posti al Gran premio di Gran Bretagna e di Germania, sempre con al volante Surtees.